# Sistema idraulico di Shushtar

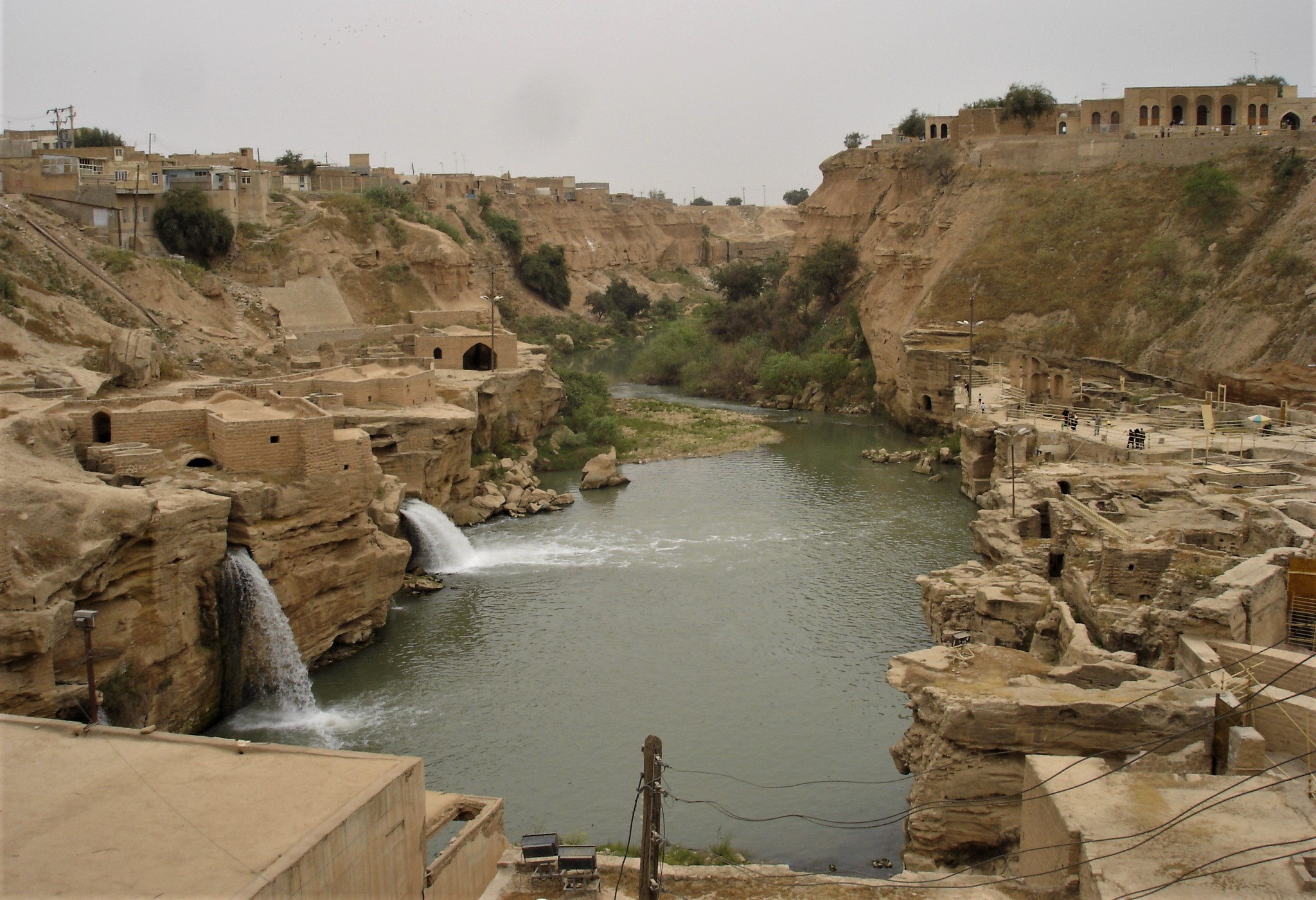
Sistema idraulico di Shushtar

Il sistema idraulico di Shushtar è un insieme di strutture che, già nel V secolo a.C., rifornivano di acqua la città di Shushtar.
Dal 2009 viene considerato facente parte dei patrimoni dell'umanità dell'UNESCO.

## Descrizione
La sua costruzione viene fatta risalire al V secolo a.C., per ordine di Dario il Grande. Lo sviluppo che ha subito nel corso dei secoli ci permettono di osservare le tecniche usate dagli Elamiti, dai popoli della Mesopotamia e dai Nabatei.
Il sistema era composto da due canali che estraevano l'acqua dal fiume Kârun. Il canale Gargar, uno dei due, ancora oggi viene utilizzato per portare l'acqua in città. I suoi condotti sotterranei portano acqua ai mulini della zona.
Il canale arriva in città da sud, creando un'ampia zona coltivata ad orchidee. Questa piantagione viene chiamata Mianâb (paradiso).
L'area protetta dall'UNESCO comprende il castello Salâsel, una torre utilizzata per misurare l'altezza dell'acqua, mulini, dighe e ponti.